# Minnesota Timberwolves
Minnesota Timberwolves este un club de baschet din Minneapolis, Minnesota care joacă în Divizia Nord-vest a Conferinței de Vest în National Basketball Association (NBA). Fondată în 1989, echipa este deținută în acest moment de Glen Taylor. Timberwolves au jucat în primul sezon în arena Metrodome, iar în anul următor s-au mutat în Target Center.